# Avenue Pierre-de-Coubertin
L'avenue Pierre-de-Coubertin est une voie des 13e et 14e arrondissements de Paris, en France.

## Situation et accès
Le boulevard est desservie par la station Stade Charléty de la ligne de tramway T3a.

## Origine du nom

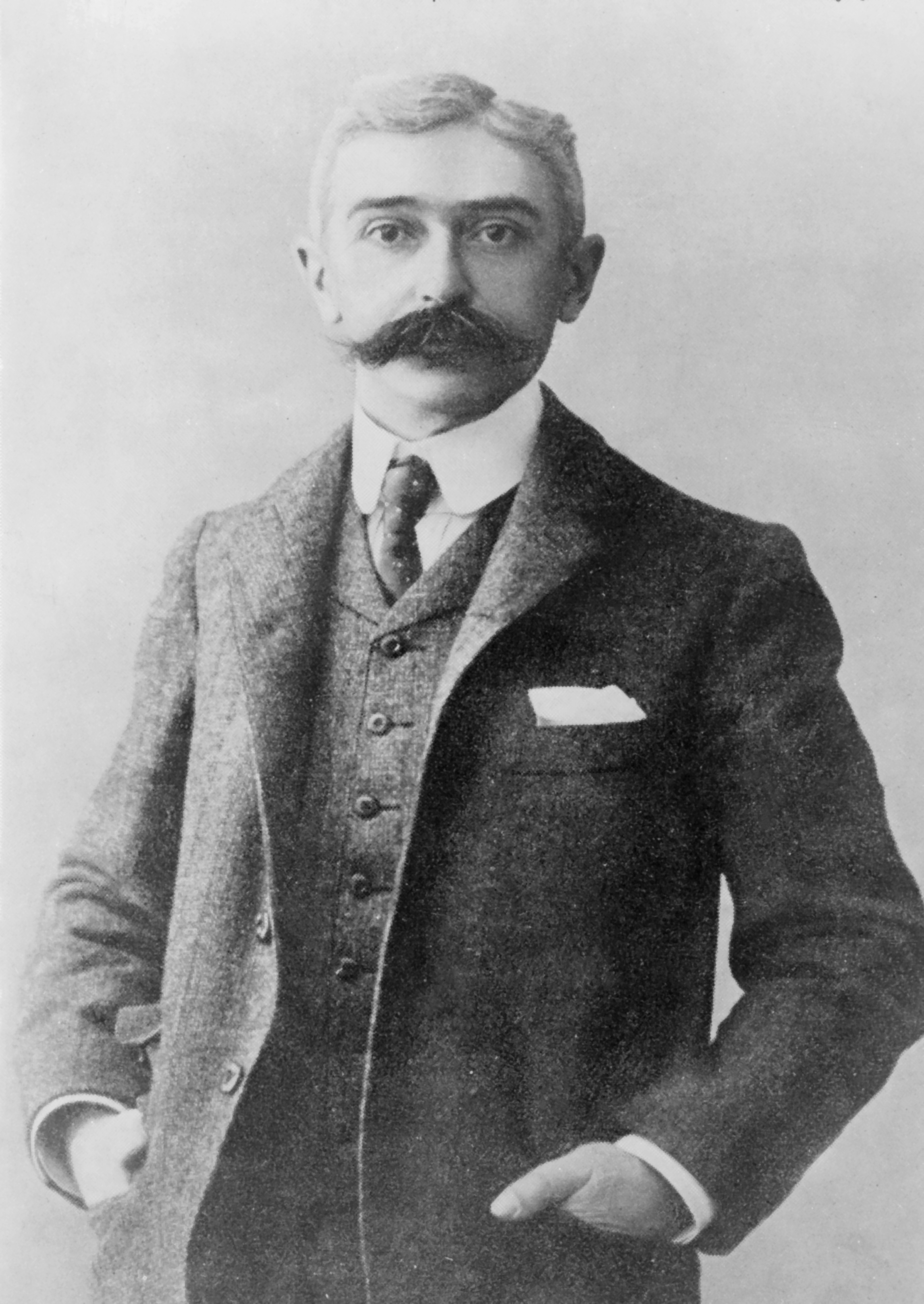
Pierre de Coubertin.

Cette voie porte le nom de Pierre de Coubertin, historien et pédagogue français, rénovateur des Jeux olympiques de l'ère moderne et de fondateur du Comité international olympique.

## Historique
Ancienne « avenue de la Porte-de-Gentilly », ainsi dénommée car son nom renvoie à son emplacement, l'ancienne porte de Gentilly de l'enceinte de Thiers a été ouverte en 1926 sur l'emplacement :
- des bastions nos 83 et 84 de l'enceinte de Thiers pour la partie comprise entre les boulevards Kellermann et Jourdan ;
- la partie se terminant avenue Paul-Vaillant-Couturier, annexée à Paris par décret du 3 avril 1925, était située autrefois sur le territoire de la commune de Gentilly.

Elle prend son nom actuel le 31 janvier 1994.

## Bâtiments remarquables et lieux de mémoire
- No 1 : Comité national olympique et sportif français (CNOSF).
- No 17 : salle de volley Pierre Charpy, une des entrées du stade Charléty et les bureaux du Paris Université Club.
- No 33 : siège de la Fédération française d'athlétisme (FFA).